# 24-Stunden-Rennen von Le Mans 1974

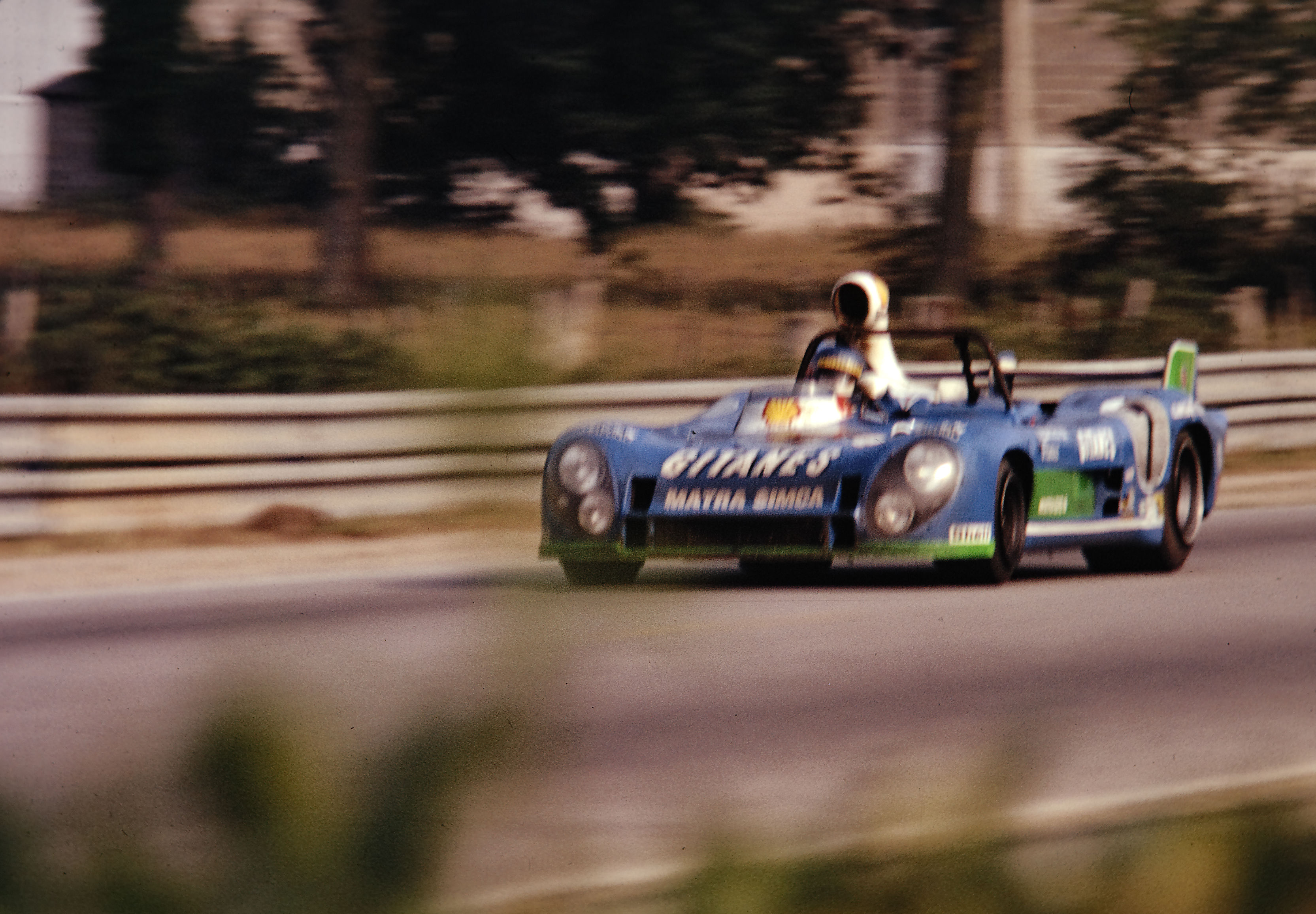
Matra MS670C. Mit dieser Matra-Version siegten Henri Pescarolo (am Steuer) und Gérard Larrousse in der Gesamtwertung

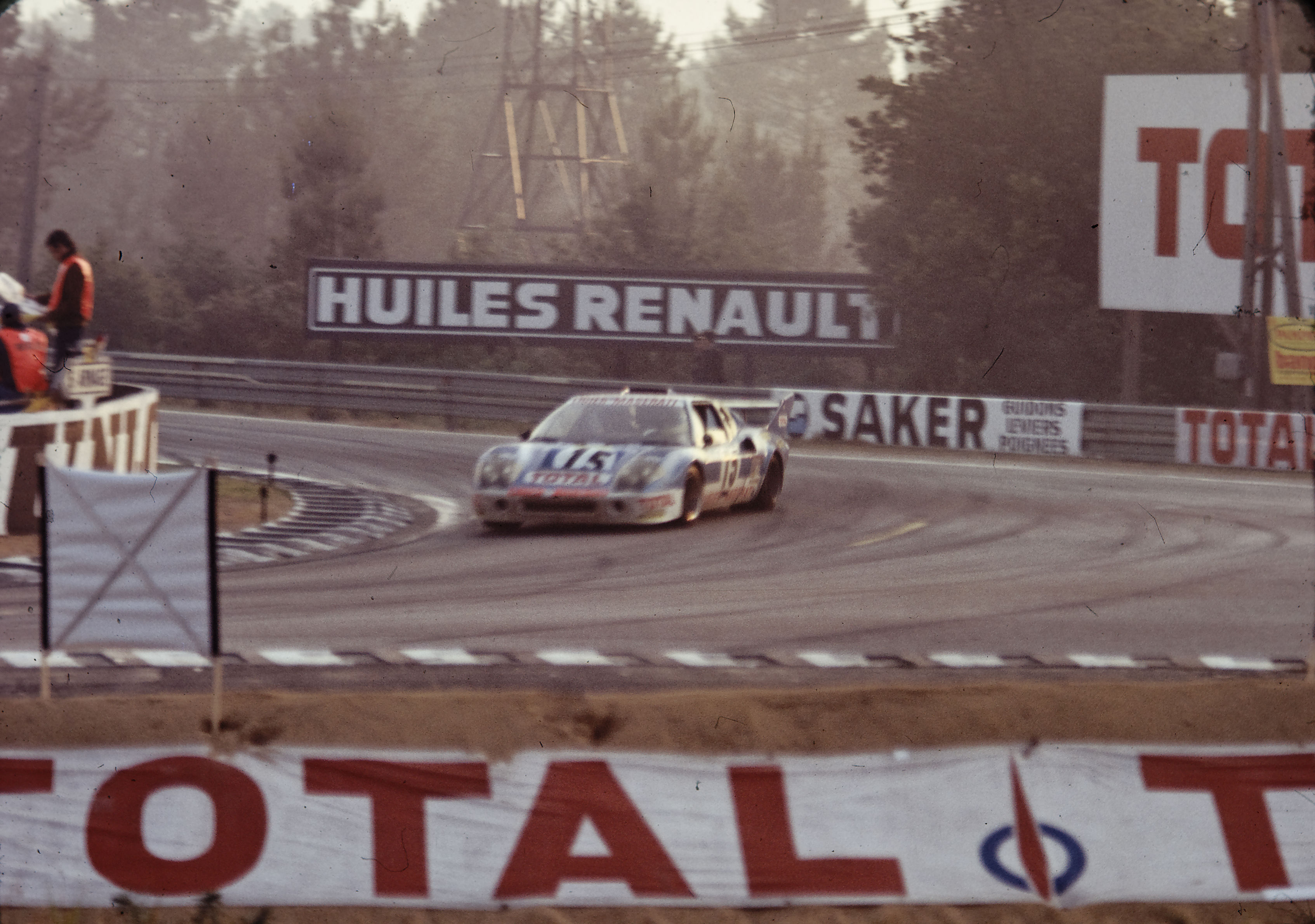
Der Ligier JS2 von Jacques Laffite und Alain Serpaggi in der Mulsanne

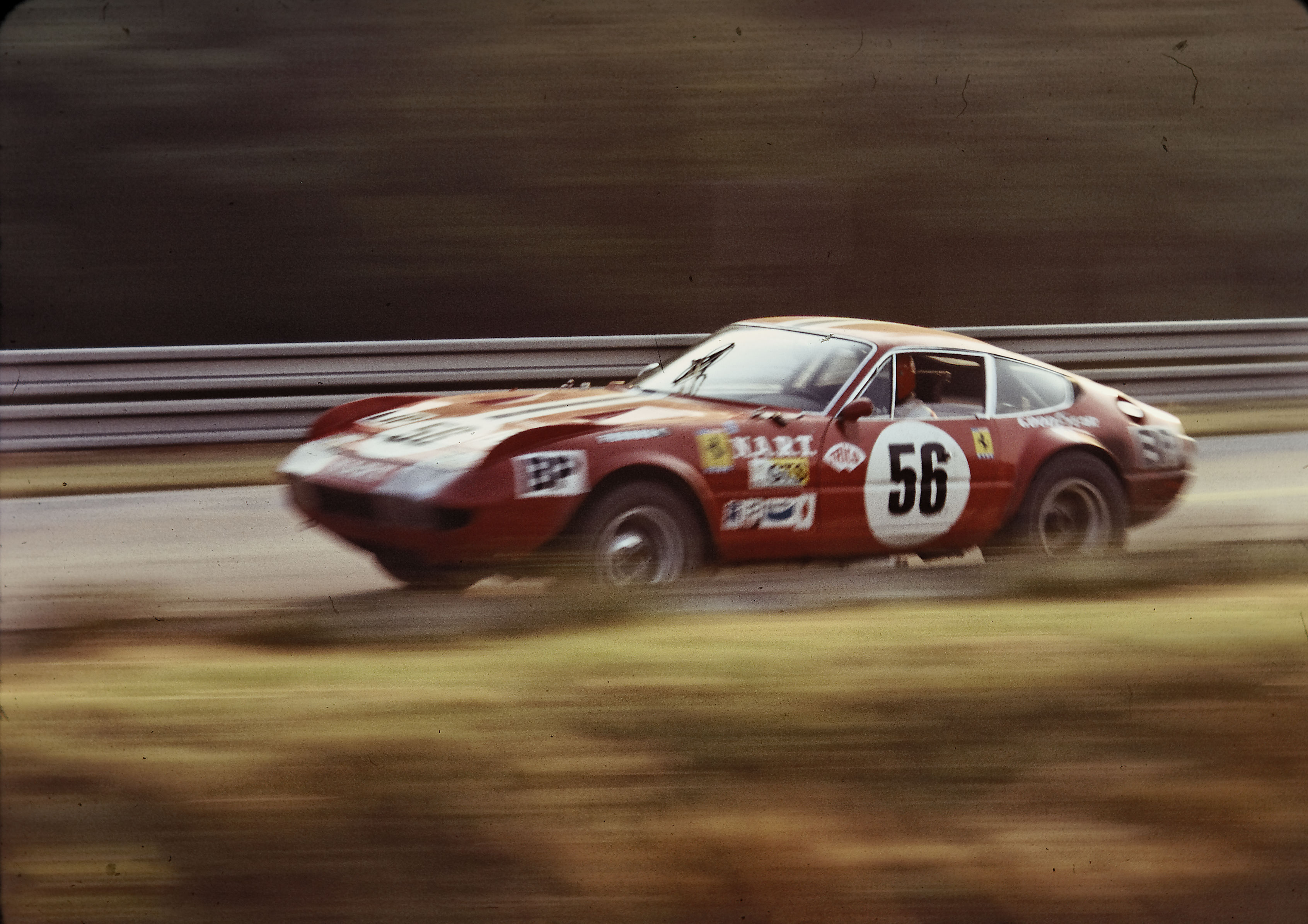
Der elftplatzierte Ferrari 365 GTB/4 Competizione, gefahren von Christian Ethuin und Lucien Guitteny

Das 42. 24-Stunden-Rennen von Le Mans, der 42e Grand Prix d’Endurance les 24 Heures du Mans, auch 24 Heures du Mans, Circuit de la Sarthe, Le Mans, fand vom 15. bis 16. Juni 1974 auf dem Circuit des 24 Heures statt.

## Vor dem Rennen
Nach dem Ende der Sportwagenaktivitäten bei Ferrari und dem Rückzug von Alfa Romeo –  trotz Topzeiten bei den Le-Mans-Testtagen im April – war das Matra-Werksteam der klare Favorit auf den Gesamtsieg. Daran konnte auch die erneute Meldung der beiden Carrera RSA – Porsche-Prototypen mit einer Porsche 911-Silhouette – vom Werksteam aus Zuffenhausen nichts ändern. Das North American Racing Team setzte einen Ferrari 312P aus dem Jahre 1969 ein, den Teodoro Zeccoli und Jean-Claude Andruet pilotierten.

## Das Rennen
Knapp vor dem Rennen brach sich der britische Teambesitzer und Rennfahrer Alain de Cadenet den rechten Arm, so dass seine beiden Teamkollegen Chris Craft und John Nicholson das Rennen ohne ihn bestreiten mussten.
Nach dem frühen Ausfall einer der beiden Gulf GR7 – mit Vern Schuppan am Steuer –, denen man es noch am ehesten zutraute mit den Matras mitzuhalten, lagen nach drei Rennstunden drei der blauen französischen Werkswagen in Führung. Aber das Rennen der Matra-Teams verlief nicht problemlos: Um 19 Uhr 30 hatte Jean-Pierre Jarier im neuen Matra MS680 eine Kollision mit einem Porsche 911 bei der Ausfahrt aus der Boxengasse und musste nach einer langsamen Runde zur Reparatur der Karosserie erneut an die Box. Knapp nach Mitternacht fiel zuerst der Jarier/Beltoise-MS680 und nur wenig später der Jabouille/Wollek/Dolhem-MS670C mit jeweils überhitztem Motor aus.
Dennoch schien der Gesamtsieg nicht gefährdet, da Henri Pescarolo und Gérard Larrousse am Sonntagvormittag mit einem Vorsprung von elf Runden auf den Carrera RSR von Herbert Müller und Gijs van Lennep in Führung lagen. Dann rollte Henri Pescarolo auf der Hunaundières-Geraden mit einer defekten Getriebesynchronisation aus. Er schaffte es aber, den MS670C wieder zum Fahren zu bringen und fuhr in langsamer Fahrt zurück an die Box. Dort benötigten die Mechaniker 45 Minuten zur Reparatur, und der Vorsprung schmolz auf eine Runde. Als Pescarolo wieder auf die Strecke ging, war der Wagen nicht mehr ganz konkurrenzfähig. Was die Matra-Mannschaft am Ende rettete, war der Umstand, dass auch der Porsche durch eine rutschende Kupplung Getriebeprobleme bekam und fünf Runden an der Box verlor. Für Henri Pescarolo und Matra war es der dritte Gesamtsieg in Folge. Ende des Jahres beendete das französische Unternehmen seine Motorsportaktivitäten.

## Ergebnisse

### Piloten nach Nationen
| 61 Franzosen | 13 Schweizer    | 7 Deutsche        | 6 Briten       | 4 Italiener  |
| 4 Spanier    | 4 US-Amerikaner | 3 Belgier         | 3 Ecuadorianer | 3 Japaner    |
| 2 Mexikaner  | 1 Australier    | 1 Liechtensteiner | 1 Neuseeländer | 1 Marokkaner |
| 1 Schwede    |                 |                   |                |              |

### Schlussklassement
| Pos.               | Klasse | Nr. | Team                         | Fahrer                                                | Chassis                       | Motor                      | Reifen | Runden |
| ------------------ | ------ | --- | ---------------------------- | ----------------------------------------------------- | ----------------------------- | -------------------------- | ------ | ------ |
| 1                  | S 3.0  | 7   | Équipe Gitanes               | Henri Pescarolo Gérard Larrousse                      | Matra-Simca MS670C            | Matra 3.0L V12             | G      | 337    |
| 2                  | S 3.0  | 22  | Martini Racing Team          | Gijs van Lennep Herbert Müller                        | Porsche 911 Carrera RSR       | Porsche 2.1L Turbo Flat-6  | D      | 331    |
| 3                  | S 3.0  | 9   | Équipe Gitanes               | Jean-Pierre Jabouille François Migault                | Matra-Simca MS670C            | Matra 3.0L V12             | G      | 324    |
| 4                  | S 3.0  | 11  | Gulf Research Racing         | Derek Bell Mike Hailwood                              | Gulf GR7                      | Cosworth DFV 3.0L V8       | F      | 317    |
| 5                  | GT     | 71  | Raymond Touroul              | Cyril Grandet Dominique Bardini                       | Ferrari 365 GTB/4             | Ferrari 4.4L V12           |        | 313    |
| 6                  | GT     | 54  | North American Racing Team   | Dave Heinz Alain Cudini                               | Ferrari 365 GTB/4             | Ferrari 4.4L V12           | G      | 312    |
| 7                  | GT     | 66  | Porsche Club Romand          | Bernard Chenevière Peter Zbinden Michel Dubois        | Porsche 911 Carrera RSR       | Porsche 3.0L Flat-6        |        | 312    |
| 8                  | S 3.0  | 15  | Automobiles Ligier           | Jacques Laffite Alain Serpaggi                        | Ligier JS2                    | Maserati 3.0L V6           | M      | 310    |
| 9                  | S 3.0  | 1   | North American Racing Team   | Teodoro Zeccoli Jean-Claude Andruet                   | Ferrari 312P                  | Ferrari 3.0L V12           | G      | 298    |
| 10                 | GT     | 70  | ASA Cachia                   | Raymond Touroul Henri Cachia Dennis Rua               | Porsche 911 Carrera RSR       | Porsche 3.0L Flat-6        |        | 288    |
| 11                 | GT     | 56  | North American Racing Team   | Christian Ethuin Lucien Guitteny                      | Ferrari 365 GTB/4             | Ferrari 4.4L V12           | G      | 285    |
| 12                 | GT     | 69  | Lucien Negeotte              | Lucien Nageotte Jean-Pierre Laffeach                  | Porsche 911 Carrera RSR       | Porsche 3.0L Flat-6        |        | 276    |
| 13                 | GT     | 59  | Pierre Mauroy                | Anne-Charlotte Verney Pierre Mauroy Martine Rénier    | Porsche 911 Carrera RSR       | Porsche 3.0L Flat-6        |        | 276    |
| 14                 | GT     | 63  | Jean-Claude Lagniez          | Jean-Claude Lagniez Gérard Meo                        | Porsche 911 Carrera RSR       | Porsche 3.0L Flat-6        |        | 274    |
| 15                 | T      | 86  | Jean-Claude Aubriet          | Jean-Claude Aubriet Jean-Claude Depince               | BMW 3.0CSL                    | BMW 3.5L I6                |        | 269    |
| 16                 | GT     | 57  | Marcel Mignot                | Marcel Mignot Harry Jones                             | Ferrari 365 GTB/4             | Ferrari 4.4L V12           |        | 266    |
| 17                 | S 2.0  | 30  | Écurie Seiko                 | Christine Beckers Yvette Fontaine Marie Laurent       | Chevron B23                   | Cosworth FVC 2.0L I4       | F      | 265    |
| 18                 | GT     | 51  | Henri Greder                 | Henri Greder Marie-Claude Charmasson                  | Chevrolet Corvette            | Chevrolet 7.0L V8          | M      | 253    |
| 19                 | S 3.0  | 65  | Christian Poirot             | Christian Poirot Jean Rondeau                         | Porsche 908/2                 | Porsche 3.0L Flat-8        |        | 251    |
| 20                 | GT     | 73  | Paul Blancpain               | Michael Keyser Milt Minter Paul Blancpain             | Porsche 911 Carrera RSR       | Porsche 3.0L Flat-6        |        | 246    |
| Nicht klassiert    |        |     |                              |                                                       |                               |                            |        |        |
| 21                 | S 3.0  | 25  | Mazda Automotive             | Yasuhiro Okamoto Harukuni Takahashi Yōjirō Terada     | Sigma MC74                    | Mazda 12A 1.2L 2-Wankel    | D      | 155    |
| Ausgefallen        |        |     |                              |                                                       |                               |                            |        |        |
| 22                 | GT     | 72  | Polifac Gelo Racing Team     | Franz Pesch Jürgen Barth                              | Porsche 911 Carrera RSR       | Porsche 3.0L Flat-6        |        | 232    |
| 23                 | GT     | 62  | Ecurie Francorchamps         | Hughes de Fierlant Richard Bond                       | Porsche 911 Carrera RSR       | Porsche 3.0L Flat-6        |        | 227    |
| 24                 | GT     | 67  | Porsche Club Romand          | William Vollery Eric Chapuis Roger Dorchy             | Porsche 911 Carrera RSR       | Porsche 3.0L Flat-6        |        | 225    |
| 25                 | T      | 90  | Shark Team                   | Jean-Claude Guérie Serge Godard Dominique Fornage     | Ford Capri RS                 | Ford 3.0L V6               |        | 186    |
| 26                 | S 3.0  | 10  | Alain de Cadenet             | Chris Craft John Nicholson                            | De Cadenet LM                 | Cosworth DFV 3.0L V8       | F      | 168    |
| 27                 | T      | 87  | BMW Jolly Club               | Manfred Mohr Martino Finotto Carlo Facetti            | BMW 3.0CSL                    | BMW 3.5L I6                |        | 155    |
| 28                 | S 2.0  | 43  | Racing Organisation Course   | Robert Mieusset Fred Stalder François Sérvanin        | Lola T292                     | ROC-Chrysler 2.0L I4       | F      | 145    |
| 29                 | S 2.0  | 44  | Gérard Cuynet                | Gérard Cuynet Yves Evrard Jean-Louis Gama             | Porsche 910                   | Porsche 2.0L Flat-6        | G      | 143    |
| 30                 | GT     | 64  | Polifac Gelo Racing Team     | Georg Loos Clemens Schickentanz                       | Porsche 911 Carrera RSR       | Porsche 3.0L Flat-6        |        | 134    |
| 31                 | S 3.0  | 17  | Ortega Ecuador Marlboro Team | Fausto Merello Guillermo Ortega Lothar Ranft          | Porsche 908/2                 | Porsche 3.0L Flat-8        | G      | 122    |
| 32                 | S 3.0  | 8   | Équipe Gitanes               | Jean-Pierre Jaussaud Bob Wollek José Dolhem           | Matra-Simca MS670B            | Matra 3.0L V12             | G      | 120    |
| 33                 | GT     | 61  | Robert Buchet                | Claude Ballot-Léna Vic Elford                         | Porsche 911 Carrera RSR       | Porsche 3.0L Flat-6        |        | 117    |
| 34                 | S 3.0  | 6   | Équipe Gitanes               | Jean-Pierre Beltoise Jean-Pierre Jarier               | Matra-Simca MS680             | Matra 3.0L V12             | G      | 104    |
| 35                 | S 3.0  | 21  | Martini Racing Team          | Helmut Koinigg Manfred Schurti                        | Porsche 911 Carrera RSR Turbo | Porsche 2.1L Turbo Flat-6  | D      | 87     |
| 36                 | S 3.0  | 14  | Automobiles Ligier           | Guy Chasseuil Michel Leclère                          | Ligier JS2                    | Maserati 3.0L V6           | M      | 82     |
| 37                 | GT     | 68  | Samson Kremer Racing         | Hans Heyer Paul Keller Erwin Kremer                   | Porsche 911 Carrera RSR       | Porsche 3.0L Flat-6        |        | 65     |
| 38                 | S 3.0  | 46  | Rebaque-Rojas Racing Team    | Guillermo Rojas Héctor Rebaque                        | Porsche 911 Carrera RSR       | Porsche 3.0L Flat-6        | G      | 60     |
| 39                 | S 3.0  | 12  | Gulf Research Racing         | Vern Schuppan Reine Wisell                            | Gulf GR7                      | Cosworth DFV 3.0L V8       | F      | 49     |
| 40                 | S 2.0  | 23  | Mamers-Grac-Gotti-Meca       | Max Mamers Xavier Lapeyre                             | Grac-Gotti MT20               | Chrysler-Simca JRD 2.0L I4 | G      | 45     |
| 41                 | GT     | 58  | Escuderia Montjuich          | Claude Haldi José-Maria Fernández Jean-Marc Seguin    | Porsche 911 Carrera RSR       | Porsche 3.0L Flat-6        | D      | 41     |
| 42                 | S 3.0  | 19  | Wicky Racing Team            | André Wicky Jacques Boucard Louis Cosson              | Porsche 908/2                 | Porsche 3.0L Flat-8        | F      | 41     |
| 43                 | S 3.0  | 28  | Michel Dupont Scato          | Heinz Schulthess Michel Lateste                       | Lola T284                     | Cosworth DFV 3.0L V8       | F      | 32     |
| 44                 | S 3.0  | 18  | North American Racing Team   | Jean-Louis Lafosse Giancarlo Gagliardi                | Ferrari 308 GT4               | Ferrari 3.0L V8            |        | 30     |
| 45                 | GT     | 60  | Louis Meznarie               | Hubert Striebig Hughes Kirschoffer Jean-Louis Chateau | Porsche 911 Carrera RSR       | Porsche 3.0L Flat-6        |        | 23     |
| 46                 | GT     | 52  | Wicky Racing Team            | Max Cohen-Olivar Philippe Carron                      | De Tomaso Pantera             | Ford 5.8L V8               | F      | 16     |
| 47                 | S 3.0  | 31  | Écurie Tibidabo              | Francisco Torredemer Juan Fernández Bernard Tramont   | Porsche 908/3                 | Porsche 3.0L Flat-8        | G      | 12     |
| 48                 | GT     | 55  | North American Racing Team   | Jean-Pierre Paoli Alain Couderc                       | Ferrari 365 GTB/4             | Ferrari 4.4L V12           | G      | 4      |
| 49                 | S 2.0  | 27  | Michel Dupont Scato          | Michel Dupont Gregor Fischer Daniel Brillat           | Chevron B23/26                | Cosworth BDG 1.8L I4       | F      | 3      |
| Nicht qualifiziert |        |     |                              |                                                       |                               |                            |        |        |
| 50                 | TS     | 98  | Claude Buchet                | Claude Buchet Jean-Paul Agerés Frederic Canal         | Mazda RX-3                    |                            |        | 1      |

1 nicht qualifiziert

### Nur in der Meldeliste
Hier finden sich Teams, Fahrer und Fahrzeuge die ursprünglich für das Rennen gemeldet waren, aber aus den unterschiedlichsten Gründen daran nicht teilnahmen.
| Pos. | Klasse   | Nr. | Team                       | Fahrer                                                           | Chassis                 | Motor                      | Reifen |
| ---- | -------- | --- | -------------------------- | ---------------------------------------------------------------- | ----------------------- | -------------------------- | ------ |
| 51   | S 3.0    | 3   | Autodelta SpA              | Rolf Stommelen Andrea de Adamich                                 | Alfa Romeo Tipo 33TT12  | Alfa Romeo 3.0L V8         |        |
| 52   | S 3.0    | 4   | Autodelta SpA              | Arturo Merzario Carlo Facetti                                    | Alfa Romeo Tipo 33TT12  | Alfa Romeo 3.0L V8         |        |
| 53   | S 3.0    | 6   | Autodelta SpA              | Carlo Facetti Teodoro Zeccoli Rolf Stommelen                     | Alfa Romeo Tipo 33TT12  | Alfa Romeo 3.0L V8         |        |
| 54   | S 3.0    | 7   | Autodelta SpA              | Andrea de Adamich Arturo Merzario                                | Alfa Romeo Tipo 33TT12  | Alfa Romeo 3.0L V8         |        |
| 55   | S 3.0    | 21  | Automobiles Ligier         |                                                                  | Ligier JS2              | Maserati 3.0L V6           |        |
| 56   | S 3.0    | 22  | North American Racing Team |                                                                  | Lamborghini Urraco P250 | Lamborghini 2.5L V8        |        |
| 57   | S 3.0    | 23  | Wicky Racing Team          | André Wicky Florian Vetsch Jean-Pierre Aeschlimann               | Lamborghini Urraco P250 | Lamborghini 2.5L V8        |        |
| 58   | S 3.0    | 24  | Lancia Marlboro            | Sandro Munari Jean-Claude Andruet Umberto Maglioli               | Lancia Stratos          | Lancia 2.5L V6             |        |
| 59   | S 2.0    | 26  | Pierre-Marie Painvin       | Lucien Guitteny Guy Fréquelin Pierre-Marie Painvin               | GRAC MT20               | Chrysler-Simca-JRD 2.0L I4 |        |
| 60   | S 2.0    | 27  | Paulenco Racing            | Emilio Zapico Yves Martin Alan Stubbs                            | March 74S               | BMW M12 2.0L I4            |        |
| 61   | S 2.0    | 29  | Raymond Touroul            | Raymond Touroul                                                  | March 74S               | BMW M12 2.0L I4            |        |
| 62   | S 2.0    | 32  | José Uriarte               | José Uriarte Hervé LeGuellec                                     | Lola T292               | Cosworth FVC 2.0L I4       |        |
| 63   | S 2.0    | 33  | Paul Blancpain             | Paul Blancpain                                                   | Chevron B23             | Cosworth FVC 2.0L I4       |        |
| 64   | S 2.0    | 34  | Michel Lateste             | Michel Lateste Michel Dufust Robert Nee                          | ACE PB2                 | Cosworth FVC 2.0L I4       |        |
| 65   | S 3.0    | 36  | Pascal Michelet            | Pascal Michelet Francisco Madera Francisco Perez Louis Larrea    | Ferrari 250LM           | Ferrari 3.0L V12           |        |
| 66   | GT + 5.0 | 40  | Wicky Racing Team          | Max Cohen-Olivar Pierre-François Rousselot                       | De Tomaso Pantera       | Ford 5.8L V8               |        |
| 67   | GT + 5.0 | 41  | John Greenwood             |                                                                  | Chevrolet Corvette      | Chevrolet 7.0L V8          |        |
| 68   | GT 5.0   | 52  | Martini Racing Team        |                                                                  | Porsche 911 Carrera RS  | Porsche 3.5L Turbo Flat-6  |        |
| 69   | GT 5.0   | 53  | Martini Racing Team        |                                                                  | Porsche 911 Carrera RS  | Porsche 3.5L Turbo Flat-6  |        |
| 70   | GT 5.0   | 57  | Porsche Kremer Racing      |                                                                  | Porsche 911 Carrera     | Porsche 3.5L Turbo Flat-6  |        |
| 71   | GT 5.0   | 58  | Jean-Louis Chateau         | Jean-Louis Chateau Hubert Striebig                               | Porsche 911 Carrera     | Porsche 3.5L Turbo Flat-6  |        |
| 72   | GT 5.0   | 60  | Opal Lubrifiants           | Denis Rua Jean-Pierre Laffeach Jean-Francois Jaunet Jean Ortelli | Porsche 911 SE          | Porsche 3.5L Turbo Flat-6  |        |
| 73   | GT 5.0   | 61  | Heinz Schiller             | Jean Selz Florian Vetsch                                         | Porsche 911 Carrera RS  | Porsche 3.5L Turbo Flat-6  |        |
| 74   | GT 5.0   | 63  | ASA Cachia                 | Jacques Borras                                                   | Porsche 911S            | Porsche 3.5L Turbo Flat-6  |        |
| 75   | TS       | 64  | BMW Motorsport GmbH        |                                                                  | BMW 3.0CSL              | BMW 3.5L I6                |        |
| 76   | TS       | 65  | BMW Motorsport GmbH        |                                                                  | BMW 3.0CSL              | BMW 3.5L I6                |        |
| 77   | TS       |     | BMW Motorsport GmbH        |                                                                  | BMW 3.0CSL              | BMW 3.5L I6                |        |
| 78   | TS       | 66  | Walter Brun                | Walter Brun                                                      | BMW 3.0CSL              | BMW 3.5L I6                |        |
| 79   | TS       | 67  | Gelo Racing Team           | Jürgen Barth                                                     | BMW 3.0CSL              | BMW 3.5L I6                |        |
| 80   | TS       | 70  | Francesco Torredemer       | Jorge Pla Luis Rosal José Clot                                   | Ford Capri RS           | Ford 3.0L V6               |        |
| 81   | S 3.0    |     | Mike Coombe                |                                                                  | March 74S               | Cosworth DFV 3.0L V8       |        |
| 82   | GT 3.0   |     | Jean-Marc Seguin           | Jean-Marc Seguin                                                 | Porsche 911 Carrera     | Porsche 3.0L Flat-6        |        |
| 83   |          |     | Philippe Montels           | Philippe Montels P. Le Greves                                    | Jide                    |                            |        |
| 84   | S 3.0    |     | Equipe Gitanes             |                                                                  | Matra-Simca MS670C      | Matra 3.0L V12             |        |
| 85   | S 2.0    |     | Michel Dupont Scato        |                                                                  | Chevron B26             | Cosworth BDG 1.8L I4       |        |
| 86   | S 2.0    |     | Michel Dupont Scato        |                                                                  | Chevron B21             | Cosworth BDG 1.8L I4       |        |

### Klassensieger
| Klasse                      | Fahrer              | Fahrer                  | Fahrer        | Fahrzeug           | Platzierung im Gesamtklassement |
| --------------------------- | ------------------- | ----------------------- | ------------- | ------------------ | ------------------------------- |
| Index of Thermal Efficiency | Cyril Grandet       | Dominique Bardini       |               | Ferrari 365 GTB/4  | Rang 5                          |
| Sportwagen 2001–3000 cm³    | Henri Pescarolo     | Gérard Larrousse        |               | Matra MS670C       | Gesamtsieg                      |
| Sportwagen bis 2000 cm³     | Christine Beckers   | Yvette Fontaine         | Marie Laurent | Chevron B23        | Rang 17                         |
| GTS                         | Henri Greder        | Marie-Claude Charmasson |               | Chevrolet Corvette | Rang 18                         |
| GTS bis 5000 cm³            | Cyril Grandet       | Dominique Bardini       |               | Ferrari 365 GTB/4  | Rang 5                          |
| Touring Spezial             | Jean-Claude Aubriet | Jean-Claude Depnice     |               | BMW 3.0CSL         | Rang 15                         |

### Renndaten
- Gemeldet: 86
- Gestartet: 49
- Gewertet: 20
- Rennklassen: 6
- Zuschauer: 200.000
- Ehrenstarter des Rennens: Olivier Guichard, französischer Industrieminister
- Wetter am Rennwochenende: warm und sonnig
- Streckenlänge: 13,640 km
- Fahrzeit des Siegerteams: 24:00:00,000 Stunden
- Gesamtrunden des Siegerteams: 338
- Distanz des Siegerteams: 4606,571 km
- Siegerschnitt: 191,940 km/h
- Pole Position: Henri Pescarolo – Matra-Simca MS670C (#7) – 3:35,180 = 227,554 km/h
- Schnellste Rennrunde: Jean-Pierre Jarier – Matra-Simca MS680 (#6) – 3:42,700 = 220,994 km/h
- Rennserie: 5. Lauf zur Sportwagen-Weltmeisterschaft 1974